# Victory Five
 (mai 2023).
La mise en forme du texte ne suit pas les recommandations de Wikipédia : il faut le « wikifier ».
Les points d'amélioration suivants sont les cas les plus fréquents. Le détail des points à revoir est peut-être précisé sur la page de discussion.
- Les titres sont pré-formatés par le logiciel. Ils ne sont ni en capitales, ni en gras.
- Le texte ne doit pas être écrit en capitales (les noms de famille non plus), ni en gras, ni en italique, ni en « petit »…
- Le gras n'est utilisé que pour surligner le titre de l'article dans l'introduction, une seule fois.
- L'italique est rarement utilisé : mots en langue étrangère, titres d'œuvres, noms de bateaux, etc.
- Les citations ne sont pas en italique mais en corps de texte normal. Elles sont entourées par des guillemets français : « et ».
- Les listes à puces sont à éviter, des paragraphes rédigés étant largement préférés. Les tableaux sont à réserver à la présentation de données structurées (résultats, etc.).
- Les appels de note de bas de page (petits chiffres en exposant, introduits par l'outil «  Source ») sont à placer entre la fin de phrase et le point final[comme ça].
- Les liens internes (vers d'autres articles de Wikipédia) sont à choisir avec parcimonie. Créez des liens vers des articles approfondissant le sujet. Les termes génériques sans rapport avec le sujet sont à éviter, ainsi que les répétitions de liens vers un même terme.
- Les liens externes sont à placer uniquement dans une section « Liens externes », à la fin de l'article. Ces liens sont à choisir avec parcimonie suivant les règles définies. Si un lien sert de source à l'article, son insertion dans le texte est à faire par les notes de bas de page.
- La présentation des références doit suivre les conventions bibliographiques. Il est recommandé d'utiliser les modèles {{Ouvrage}}, {{Chapitre}}, {{Article}}, {{Lien web}} et/ou {{Bibliographie}}. Le mode d'édition visuel peut mettre en forme automatiquement les références.
- Insérer une infobox (cadre d'informations à droite) n'est pas obligatoire pour parachever la mise en page.

Pour une aide détaillée, merci de consulter Aide:Wikification.
Si vous pensez que ces points ont été résolus, vous pouvez retirer ce bandeau et améliorer la mise en forme d'un autre article.
Victory Five est une organisation professionnelle chinoise d'esport, basée à Shenzhen, existante de 2018 à 2023. Propriété de Mario Ho, président de l'association d'esport de Macao et fils du milliardaire Stanley Ho, l'organisation possédait des équipes sur les scènes League of Legends et PUBG: Battlegrounds.
Les projets de fusion de Victory Five et de Ninjas in Pyjamas (NiP) sont annoncés le 9 juillet 2020 par les propriétaires respectifs des équipes. La fusion est achevée le 10 août 2021 et, le 6 janvier 2023, Victory Five est dissoute et ses équipes ont été rebaptisées NiP China.

## League of Legends

### Histoire
Victory Five fait son entrée sur la scène professionnelle de League of Legends le 30 novembre 2018, lorsque sa candidature à la League of Legends Pro League (LPL), la ligue chinoise de haut niveau pour le jeu, est acceptée. Avec SinoDragon Gaming, Victory Five rejoint la ligue dans le cadre de son expansion de 14 à 16 équipes. L'équipe inaugurale de Victory Five est composée du top laner Lim " Jinoo " Jin-woo, des junglers Tu " Ben4 " Xincheng et Hu " Pepper " Zhiwei, du mid laner Lei " Corn " Wen, du bot laner Wang " y4 " Nongmo, et des supports Le " Ley " Yi et Yun " Road " Han-gil, avec Tsai " DOG8 " Hsueh-yu en tant qu'entraîneur principal,. L'équipe termine 13e de la LPL Spring Split 2019 avec un bilan de 4 victoires pour 11 défaites.
À la suite de ce résultat, Victory Five remplace la quasi-totalité de son effectif pour le LPL Summer Split 2019, à l'exception de Ben4 et y4. Jinoo est cédé à Edward Gaming en échange du mid laner Li "Mole" Haoyan le 23 mai 2019. Deux jours plus tard, le 25 mai 2019, il est annoncé que le top laner Huang "Aliez" Hao, le mid laner Tao "Windy" Xiang et le support Li "Max" Xiaoqiang seraient promus du roster de l'académie de Victory Five, V5 87. Malgré l'arrivée tardive de Hou "Otto" Guoyu, Victory Five termine la saison régulière à la 12e place avec un bilan de 5 victoires pour 10 défaites.
Lors du Segment de Printemps 2020 de la LPL, l'équipe établit  un record de défaites consécutives dans la ligue, ne remportant aucune série et ne gagnant qu'un seul match contre l'avant-dernière équipe, LNG Esports. Les performances de l'équipe sont entravées tout au long de la saison par la pandémie de Covid-19 en Chine, car plusieurs de ses joueurs vivaient dans des zones de quarantaine et n'avaient pas le droit de quitter le pays.
Victory Five remanie son effectif avant le Segment d'Été 2020 de la LPL 2020 : le top laner Yu "Biubiu" Leixin, le jungler Wei "Weiwei" Bohan et le bot laner Lee "Samd" Jae-hoon sont recrutés auprès de Suning Esports, tandis que le rookie (terme désignant les joueurs débutant dans la ligue) à haut potentiel Guo "ppgod" Peng est acquis de FunPlus Blaze, l'académie des anciens champions du monde, FunPlus Phoenix, en tant que nouveau support de l'équipe.

### Équipe finale
| Nat. | Pseudo | Nom            | Rôle       | Date d'entrée    |
| ---- | ------ | -------------- | ---------- | ---------------- |
|      | Rich   | Lee Jae-Won    | Toplaner   | 23 décembre 2021 |
|      | Karsa  | Hung Hao-Hsuan | Jungler    | 14 décembre 2021 |
|      | Rookie | Song Eui-Jin   | Midlaner   | 22 décembre 2021 |
|      | Photic | Ying Qi-Shen   | AD Carry   | 14 décembre 2021 |
|      | ppgod  | Guo Peng       | Support    | 26 mai 2020      |
|      | XLB    | Li Xialong     | Remplacant | 15 décembre 2021 |

|  | NoFe | Jeong No-Chul  | Entraîneur         | 25 décembre 2021 |
|  | Zero | Yoon Kyung-Sup | Entraîneur adjoint | 25 décembre 2021 |

### Résultats en tournoi
| Classement | Événement                                       | Résultat final (V–D)             |
| ---------- | ----------------------------------------------- | -------------------------------- |
| 13e        | Segment de Printemps 2019 de la LPL             | 4–11                             |
| 12e        | Segement d'Été 2019 de la LPL                   | 5–10                             |
| 13e–16e    | Coupe Demacia 2019                              | 2-2                              |
| 17e        | Segment de Printemps 2020 de la LPL             | 0–16                             |
| 5e         | Segment d'Été 2020 de la LPL                    | 11–5                             |
| 5e         | Playoffs du Segment d'Été 2020 de la LPL        | 1–3 (contre Suning )             |
| 5e–8e      | Coupe Demacia 2020                              | 1–3 (contre JD Gaming )          |
| 12e        | Segment de Printemps 2021 de la LPL             | 6–10                             |
| 17e        | Segment d'Été 2021 de la LPL                    | 0–16                             |
| 9e–12e     | Coupe Demacia 2021                              | 3-1                              |
| 1er        | Segment de Printemps 2022 de la LPL             | 14–2                             |
| 3e         | Playoffs du Segment de Printemps 2022 de la LPL | 1–3 (contre Top Esports )        |
| 3e         | Segment d'Été 2022 de la LPL                    | 0–16                             |
| 5e-6e      | Playoffs du Segment d'Été 2022 de la LPL        | 2–3 (contre LNG Esports )        |
| 4e         | Finale Régionale 2022 de la LPL                 | 1–3 (contre LNG Esports )        |
| 13e–20e    | Coupe Demacia 2022                              | 1–2 (contre ThunderTalk Gaming ) |

## Organisation
L'organisation suédoise d'esports Ninjas in Pyjamas (NIP) annonce le 9 juillet 2020 qu'elle prévoyait de fusionner avec ESV5, une coenteprise composée de eStar Gaming et Victory Five, pour établir une nouvelle entité qui serait cotée sur le marché boursier NASDAQ. La fusion est concrétisée le 10 août 2021, et il est prévu que Victory Five se rebaptise sous le nom de NIP d'ici la fin de l'année 2022,,.
Le rappeur hongkongais Jackson Wang rejoint Victory Five en tant qu'investisseur en septembre 2020. Victory Five s'est également associé à Team Holding, société possédée par Wang,.